# Amatriciana

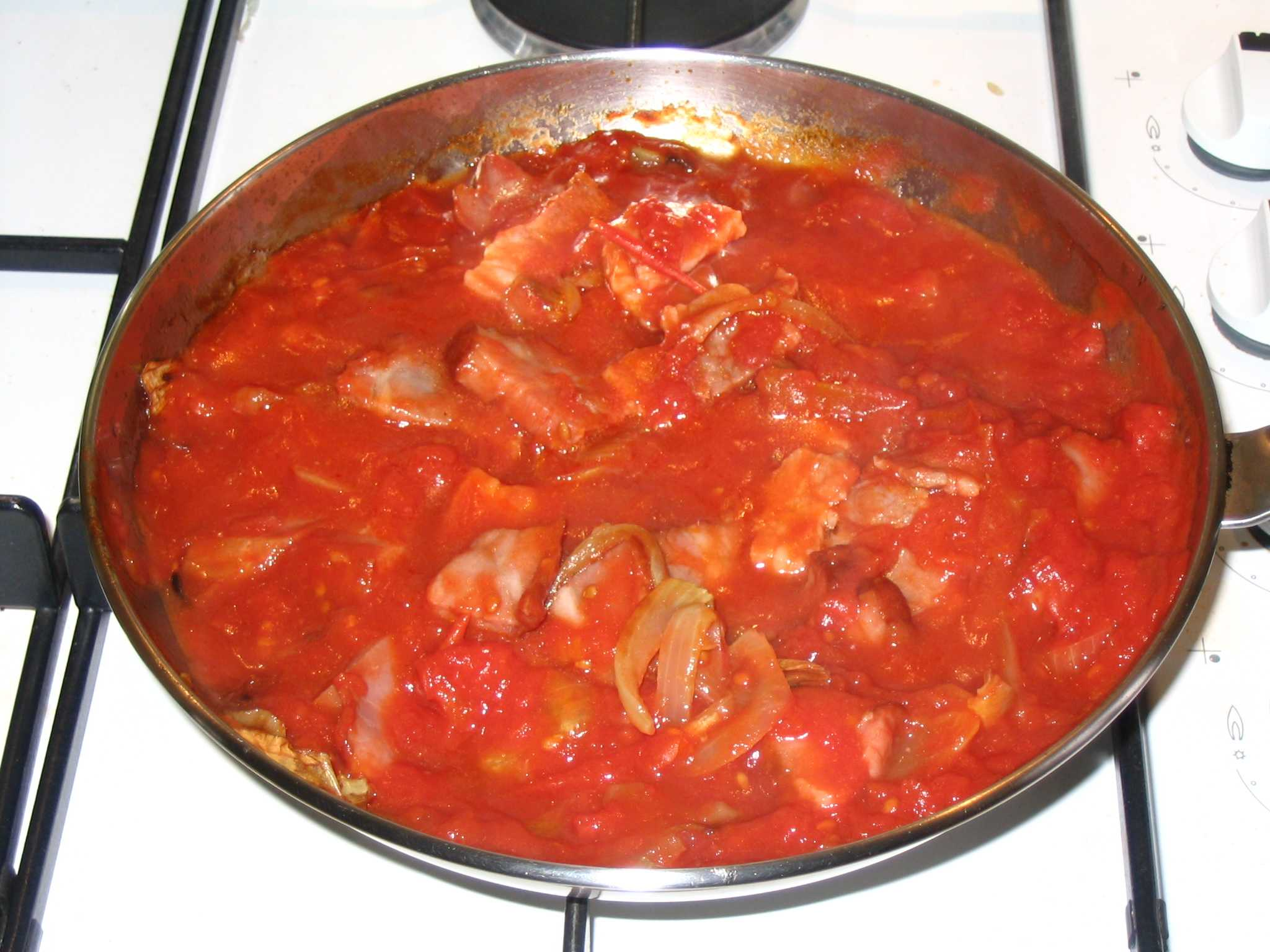
Amatriciana em preparação.

Amatriciana (do italiano sugo all'amatriciana) é um molho italiano à base de tomate, guanciale e queijo pecorino (de ovelha), usado para condimentar as massas.
Seu nome deriva da localidade de Amatrice no leste da região do Lácio.